# Lâm Gia Đống
Lâm Gia Đống (tiếng Trung: 林家棟, tiếng Anh: Gordon Lam Ka-tung, sinh ngày 21 tháng 9 năm 1967) là một nam diễn viên người Hồng Kông. Khởi nghiệp từ năm 1988, ông bắt đầu diễn xuất trong các phim truyền hình của TVB, bên cạnh đó ông tham gia đóng các vai phụ trong một số bộ phim điện ảnh của Đỗ Kỳ Phong. Vị thế ngôi sao hàng đầu của ông chỉ thực sự bắt đầu khi đóng chính cùng với Lưu Đức Hoa trong Bão lửa. 
Năm 2017, vai diễn Quý Chính Hùng trong bộ phim Tam đại tặc vương đã giúp ông giành giải Kim Tượng lần đầu tiên trong sự nghiệp ở hạng mục Nam diễn viên chính xuất sắc nhất. Ngoài ra, ông còn tham gia một số bộ phim khác và được đề cử các giải Kim Mã, giải Kim Tượng cũng như giải thưởng điện ảnh châu Á trong suốt sự nghiệp của mình.